# هاتهالا
هاتهالا (به انگلیسی: Hathala) یک شهرک در پاکستان است که در ناحیه دیره اسماعیل خان واقع شده‌است.